# Bloodwork
Bloodwork (alternatieve titels: Phase One en The Last Experiment) is een Amerikaanse thriller-horrorfilm uit 2012 onder regie van Eric Wostenberg. Hiervoor werd hij genomineerd voor de Gouden Raaf op het Brussels International Festival of Fantastic Film 2012.

## Verhaal
Studenten Greg en Rob willen snel wat geld verdienen en geven zich daarom op als proefpersonen om een nieuw medicijn te testen. Ze moeten hiervoor twee weken in een kliniek verblijven. Gedurende die tijd krijgen ze vijf keer een dosis van het middel RXZ-19, bedoeld om het immuunsysteem te verbeteren. Een medisch team onder leiding van Dr. Wilcox begeleidt en monitort de proefpersonen tijdens hun verblijf.
In de dagen die volgen, blijkt RXZ-19 een revolutionair effect te hebben op de lichamen van de testpersonen. Ze herstellen in een steeds hoger tempo van aandoeningen en zelfs snijwonden regenereren op zeker moment nog sneller dan Dr. Wilcox ze aanbrengt. Alleen met iedere nieuwe dosis van het medicijn nemen de oerdriften van de proefpersonen hun persoonlijkheden verder over. Ze krijgen steeds minder en minder oog voor het welzijn van de anderen, worden gewelddadig, inhalig en raken volledig gefixeerd op het bemachtigen van voedsel, seks en vooral meer RXZ-19. Het medische team ziet de zaak voor hun ogen escaleren. Dr. Wilcox weigert alleen om het experiment onvoltooid te stoppen. Wanneer vervolgens de stroom uitvalt en de elektrische sloten op de deuren daardoor niet langer werken, gaan de proefpersonen zelf op zoek naar meer RXZ-17. Wie ze daar niet aan helpt of kan helpen, scheuren ze aan stukken.

## Rolverdeling
- Tricia Helfer - Dr. Wilcox
- Travis Van Winkle - Greg
- Stephen Bogaert - Ira
- John Bregar - Rob Jeffries
- Albert Chung - Huy
- Anna Ferguson - Maggie
- Yanna McIntosh - Patricia
- Mircea Monroe - Stacey
- Joe Pingue - Aaron
- James Purcell - Taylor
- Vas Saranga - Binal
- Rik Young - Nigel Denton